# Eunicella kochi
Eunicella kochi is een zachte koraalsoort uit de familie Gorgoniidae. De koraalsoort komt uit het geslacht Eunicella. Eunicella kochi werd in 1901 voor het eerst wetenschappelijk beschreven door Studer. 